# Madonna del Latte (Andrea Pisano)
La Madonna del Latte, conservata al Museo Nazionale di San Matteo di Pisa, ma originariamente posta dentro una nicchia all'interno della chiesa di Santa Maria della Spina, è opera di Andrea Pisano; viene considerata un capolavoro del Trecento italiano, per la sua incredibile espressività e soprattutto per il suo stile del tutto innovativo. Il progetto e l'esecuzione di tale opera sono da attribuirsi al maestro Andrea Pisano, anche se è possibile riscontrare la mano del figlio Nino, soprattutto nelle rifiniture e nel trattamento della superficie marmorea.

## Storia e descrizione
L'opera è il risultato dell'intensa riflessione che Andrea compì sul suo più grande maestro, Giovanni Pisano, che proprio nel piccolo oratorio della Spina lasciò la sua impronta nelle statue della Madonna con Bambino, nella piccola edicola in facciata e nelle statue della parete meridionale esterna. 
Lorenzo Ghiberti descrive Andrea come ... bonissimo scultore ..., il quale ... fece in Pisa moltissime cosa a Santa Maria a Ponte, ma non ci lascia alcuna descrizione delle opere da lui compiute. Fu Giorgio Vasari nelle Vite a parlare per la prima volta dell'opera, attribuendola erroneamente al figlio Nino: ... andato poi a Pisa, fece nella Spina una Nostra Donna di marmo dal mezzo in su, che allatta Gesù Cristo fanciulletto involto in certi panni sottili. 
La critica sembra ora concorde nell'attribuire questo capolavoro al mastro Andrea da Pontedera, aiutato dai suoi più dotati allievi, quali Nino e Tommaso, suoi figli. 
Una delle descrizioni più significative della Madonna del Latte ci viene fornita da Igino Benvenuto Supino nel 1904, ma come possiamo leggere ancora errata nell'attribuzione: "... Niun altro lavoro di Nino raggiunge infatti la perfezione di questa mezza figura, derivata evidentemente dal vero: le estremità sono condotte con accurato studio e il volto oblungo e un po' depresso della Vergine contribuisce a dare un'espressione più intensa alla fisionomia; la bocca semiaperta, con gli angoli sollevati, dà l'illusione del respiro un po' affannoso, e par che nasconda, nella contrazione forzatamente sorridente del volto, il dolore che prova la madre nell'allattare". 
Andrea con quest'opera si allontana bruscamente dalla chiarezza classica delle opere fiorentine per giungere ad un modello in cui rinuncia ad un immediato risalto plastico in funzione di un espressionismo tipico di Giovanni Pisano. Le linee curve delle vesti della Vergine si risolvono senza interruzione in quelle del bambino, creando un movimento vorticoso, che dal viso della donna parte per percorrere sinuosamente le spalle, il braccio, le gambe del Bambino fino al viso dello stesso; e in mezzo a questo gioco ondulato, l'unica linea retta, posta quasi ad interrompere bruscamente il movimento dei due corpi, è quella che collega lo sguardo di Maria allo sguardo di Gesù. 
Viste le dimensioni della statua ancora rimane da stabilire se Andrea avesse concepito una figura intera, o un busto, ma la scarsa profondità, che nulla toglie alla ricerca di particolari nella zona posteriore, fa pensare ad una statua progettata per essere inserita in una nicchia, dove in effetti ora si trova.

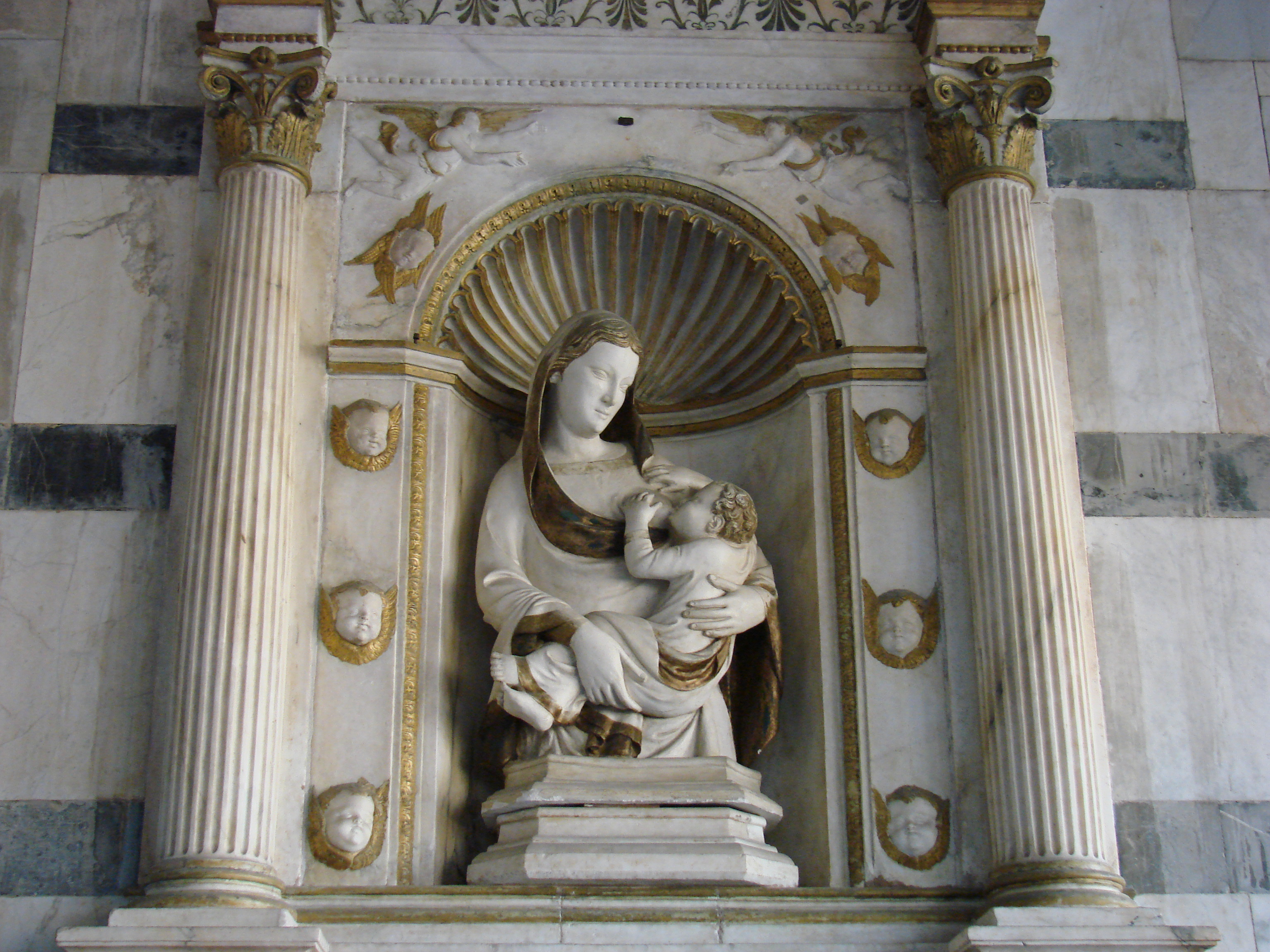
Copia della Madonna del Latte nella chiesa di Santa Maria della Spina